# Рейнская воздушно-десантная операция
Рейнская воздушно-десантная операция или Операция «Варсити» (англ. Operation Varsity) — стратегическая военная операция вооружённых сил союзников против германских войск в ходе Второй мировой войны, часть Центрально-Европейской операции.

## Стратегическая ситуация
Для содействия войскам 21-й группы армии в форсировании Рейна планировалось высадить крупный воздушный десант северо-восточнее Везеля. Проведение этой операции возлагалось на 18-й воздушно-десантный корпус 1-й союзной воздушно-десантной армии, для переброски которого выделялось 1595 транспортных и 1347 военных самолётов. Корпус должен был высадиться вскоре после переправы передовых отрядов пехотных соединений на правый берег реки в 8-15 км к востоку от Рейна в пределах досягаемости огня артиллерии среднего калибра. Задачей воздушных десантов был захват важных в тактическом отношении участков местности, что нарушило бы германскую оборону в районе Везеля. Кроме того, это бы позволило не допустить подхода резервов противника, расширить плацдарм, захваченный наземными войсками, и обеспечить 2-й британской армии проведение дальнейших наступательных операций.

## Германская подготовка
К этому периоду конфликта число германских дивизий, оставшихся на Западном фронте, быстро уменьшалось, как по количеству, так и по качеству. К ночи 23 марта Монтгомери имел под своим командованием более 30 дивизий, в то время как гитлеровцы выставили около 10 дивизий, они все были ослаблены из-за постоянных боёв. Лучшей германской группировкой, с которой столкнулись воздушно-десантные войска союзников, была 1-я парашютная армия, хотя даже эта группировка была ослаблена из-за потерь, которые она понесла в более ранних боях, особенно в лесу Рейхсвальд в феврале. Первая парашютная армия имела три корпуса размещёныx вдоль реки; 2-й парашютный корпус на севере, 86-й корпус в центре и 63-й корпус на юге. Из этих соединений 2-й парашютный корпус и 86-й корпус имели общую границу, которая проходила через предлагаемые зоны посадки союзных воздушно-десантных дивизий, а это означает, что ведущее формирование каждого корпуса — это 7-я парашютная дивизия и 84-я пехотная дивизия — столкнуться с воздушным нападением. После отступления на Рейн обе дивизии были недостаточно сильны и насчитывали не более 4000 человек в каждой, а 84-я пехотная дивизия поддерживалась всего лишь 50 или более артиллерийскими орудиями.
В семи дивизиях, которые сформировали 1-ю парашютную армию, не хватало живой силы и боеприпасов, и хотя фермы и деревни были хорошо подготовлены к оборонительной войне, было мало мобильных резервов, обеспечивающих защитникам возможность сконцентрировать свои силы против плацдарма союзников, при начале вражеского насутпления.
Мобильные резервы, которыми обладали гитлеровцы, состояли из около 150 боевых бронированных машин под командованием 1-й парашютной армии, большая часть которых принадлежала 47-му танковому корпусу.
Разведка союзников считала, что из двух дивизий, составлявших 47-й танковый корпус, 116-я танковая дивизия имела до 70 танков и 15-я моторизованная дивизии 15 и от 20 до 30 штурмовых орудий. Разведка также указала на возможность размещения в этом районе тяжёлого противотанкового батальона. Кроме того,  гитлеровцы обладали большим количеством зенитных орудий; 17 марта разведка союзников подсчитала, что у гитлеровцев было 103 тяжёлых и 153 лёгких зенитных орудия, число которых было резко пересмотрено через неделю до 114 тяжёлых и 712 лёгких зенитных орудий. Ситуация у гитлеровцев и их способность эффективно противостоять любым нападениям ухудшилась, когда союзники начали крупномасштабную воздушную атаку за неделю до операции «Университет». В воздушном нападении участвовало более 10 000 самолетов союзников, и оно было сосредоточено в основном на aэродромax Люфтваффе и немецкой транспортной системe. Защитников также беспокоил тот факт, что у них не было надёжных сведений о том, где будет происходить настоящая атака; хотя германские войска вдоль Рейна были проинформированы об общей возможности воздушной атаки союзников, только когда британские инженеры начали устанавливать дымогенераторы напротив Эммериха и развертывать дымовую завесу на 97 км, гитлеровцы yзнали, где произойдёт атака.

## Ход операции
Для успеха десанта в течение 2 недель осуществлялись массированные воздушные удары по средствам ПВО противника в районах высадки.
Для десанта были использованы 1595 самолетов и 1347 планеров. Прикрытие десантирования осуществляли 889 истребителей.
На Брюссель самолёты с десантом шли самостоятельно, а дальше — несколькими параллельными колоннами на высоте до 1000 м. В первом эшелоне шёл 541 транспортный самолёт с парашютистами, за ними — буксировщики с 1-2 планерами.
Десантирование парашютистов началось в 10:00 24 марта. В течение двух часов было высажено более 17 000 десантников, 614 лёгких бронеавтомобилей, 286 орудий и миномётов, а также боеприпасы, топливо и продовольствие. Во время десантирования союзники потеряли 53 самолёта и 37 планеров. 440 самолётов и 300 планеров было повреждено.
В течение дня десантники вышли на рубеж Альте-Иссель и захватили 5 мостов. Во второй половине дня с десантом соединились части 2-й британской армии и форсировали Рейн. Высадка воздушного десанта началась 24 марта и оказалась полной неожиданностью для немцев. Огнём зенитной артиллерии 53 транспортных самолёта были уничтожены, а 440 других были сильно повреждены. Сопротивление же немецких войск в районах приземления десантов было незначительным, что способствовало тому, что высадка произошла в намеченных пунктах довольно точно.
В течение двух часов в район высадки было доставлено около 17 тысяч человек, 286 орудий и миномётов, 614 лёгких автомобилей, сотни тонн боеприпасов, бензина и продовольствия. Воздушно-десантные войска выполнили стоявшие перед ними задачи и захватили несколько крупных населённых пунктов к северу от Везеля. Во 2-й половине дня десантники соединились с войсками, наступавшими с фронта.

## Результаты
К исходу 24 марта войска 21-й группы армий захватили на правом берегу Рейна несколько плацдармов глубиной от 10 до 12 км.